# 滘頭街道
滘頭街道，是中华人民共和国广东省江门市江海区一个已撤销的街道办事处。

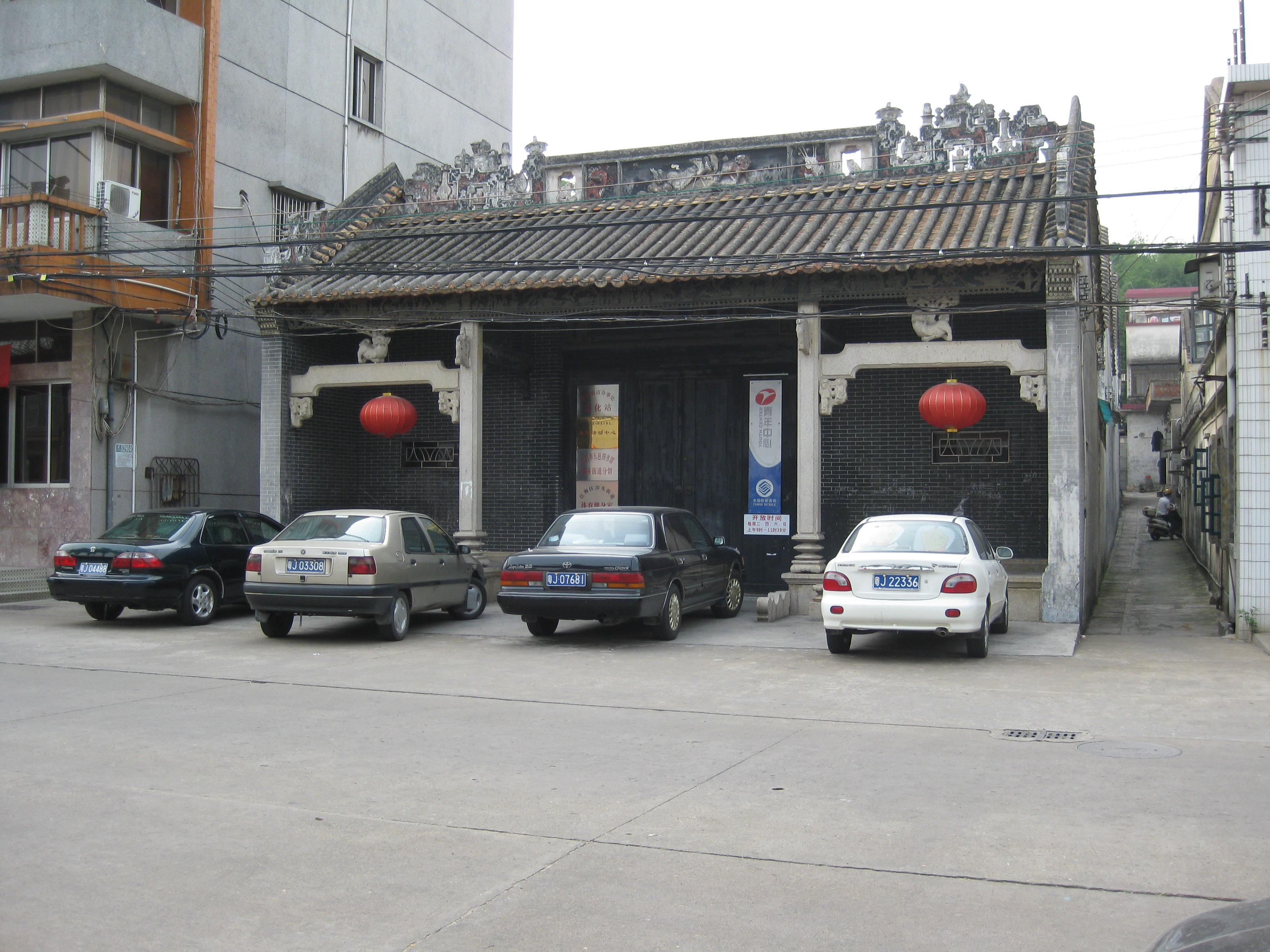
位于西京里的江门渔赵公祠

總面積5平方公里，人口1.5萬。2014年时，下辖5个社区：仁美社区、建联社区、银城社区、正南社区、永明社区。2015年7月31日，江门市人民政府批复同意江海区调整部分街道行政区划，撤销滘头街道办事处，将其行政区划并入江南街道办事处。

## 发展历史
公元1253年, 皇室宋太宗四子商王趙元份派系九世祖赵崇澥迁入广东。赵崇澥的第4个儿子赵必任广东新兴县尉，到南宋赵昺祥兴（1278年）年间擢升为户部侍郎朝散大夫时，就迁到了新会县东郭外的赵村。南宋崖山之役後，赵必的次子、十一世祖赵良轼“修身洁己，耻为元官”，不愿去做元朝的命官，隱匿山林。真正入迁並開發滘頭的是赵良轼的单传嫡孙赵宗道。滘头赵氏十三世祖的赵宗道生于元代至正元年（1341年），死时只有59岁。他入迁滘头的原因，可能是受到其祖父赵良轼“耻为元官”的影响。作为宋皇室的嫡系宗亲，也有可能担心受到元朝统治者的搜捕和灭绝。元朝末年，宋皇室後裔趙宗道從新會東頭村遷至滘頭，開立趙姓村莊。据牒谱所云，赵宗道“风月幽怀，山林清操，晦迹龙溪，明哲是保”。赵宗道一个鲜为人知的明智之处是：他把原葬于新会赵村铁炉坑山的父母骸骨改葬到滘头石嘴渔山，后又移至滘北黄坑小下蓢蟛蟹山，反映他毅然决然选择了与世无争的隐姓埋名。
新會有名的皇族村是新江村、联和村、滘頭林村、慈溪村、霞路村、鹅溪村、滘頭鄉等。

## 現代名人
- 趙洪娉︰前香港行政長官董建華夫人